# Macrobrachium reyesi
Macrobrachium reyesi är en kräftdjursart som beskrevs av Pereira 1986. Macrobrachium reyesi ingår i släktet Macrobrachium och familjen Palaemonidae. Inga underarter finns listade i Catalogue of Life.